# Salou Djibo
O tenente-general Salou Djibo (15 de abril de 1965) é um oficial militar do Exército nigerino. Após as tentativas do presidente Mamadou Tandja de permanecer no poder após o final de seu mandato, Djibo liderou o golpe militar de 18 de fevereiro de 2010, que derrubou Tandja, após o qual ele se tornou o chefe do Conselho Supremo para a Restauração da Democracia. O Conselho Supremo devolveu o poder ao governo após as eleições de 2011.

## Vida precoce e familiar
Salou Djibo nasceu em 1965 em Namaro. Ele é de ascendência Zarma. Djibo é casado e tem cinco filhos.

## Carreira militar
Em 1995, Djibo passou por treinamento militar em Bouaké, Costa do Marfim, antes de iniciar o treinamento de oficial em 1996. Djibo também recebeu treinamento no Marrocos e na China.
Djibo serviu nas forças de manutenção da paz das Nações Unidas na Côte d'Ivoire (2004) e na República Democrática do Congo (2006).

## Golpe de 2010
Seu governo militar anunciou suas intenções de fazer do Níger "um modelo de democracia e boa governança".